# Penny Fuller
Penny Fuller, all'anagrafe Penelope Ann Fuller (Durham, 21 luglio 1940) è un'attrice statunitense, attiva in campo teatrale, televisivo e cinematografico.

## Biografia
Nel 1982 ha vinto il premio Emmy alla miglior attrice non protagonista in una miniserie o film The Elephant Man. Per la sua attività teatrale a Broadway è stata nominata a due Tony Awards: miglior attrice non protagonista in un musical nel 1970 e miglior attrice non protagonista in un'opera teatrale nel 2001.

## Filmografia

### Cinema
- Tutti gli uomini del presidente (All the President's Men), regia di Alan J. Pakula (1976)
- Shadow Program - Programma segreto (Shadow Conspiracy), regia di George P. Cosmatos (1997)

### Televisione
- Ai confini della notte (The Edge of Night) – serie TV, 1 episodio (1956)
- Route 66 – serie TV, 1 episodio (1962)
- Assistente sociale (East Side/West Side) – serie TV, episodio 1x02 (1963)
- La parola alla difesa (The Defenders) – serie TV, 1 episodio (1964)
- Al banco della difesa (Judd for the Defense) – serie TV, 1 episodio (1969)
- Love, American Style – serie TV, 2 episodi (1969-1979)
- F.B.I. (The F.B.I.) – serie TV, 3 episodi (1969-1973)
- Il giovane Dr. Kildare (Young Dr. Kildare) – serie TV, 1 episodio (1972)
- The Bob Newhart Show – serie TV, 1 episodio (1972)
- Banacek – serie TV, 1 episodio (1973)
- Marcus Welby (Marcus Welby, M.D.) – serie TV, 1 episodio (1974)
- L'uomo da sei milioni di dollari (The Six Million Dollar Man) – serie TV, 1 episodio (1974)
- Arriva l'elicottero (Chopper One) – serie TV, 1 episodio (1974)
- Ironside – serie TV, 1 episodio (1975)
- Barnaby Jones – serie TV, 1 episodio (1974-1975)
- Medical Center – serie TV, 1 episodio (1975)
- Movin' On – serie TV, 1 episodio (1976)
- In casa Lawrence (Family) – serie TV, 1 episodio (1976)
- Trapper John (Trapper John, M.D.) – serie TV, 2 episodi (1979-1981)
- The Elephant Man – film TV (1982)
- Bravo Dick (Newhart) – serie TV, 1 episodio (1982)
- Simon & Simon – serie TV, 1 episodio (1983)
- Il profumo del potere (Bare Essence) – serie TV, 2 episodi (1983)
- Giorno per giorno (One Day at a Time) – serie TV, 1 episodio (1983)
- Love Boat (The Love Boat) – serie TV, 2 episodi (1983-1985)
- Diritto alla vita (License to Kill), regia di Jud Taylor – film TV (1984)
- La gatta sul tetto che scotta (Cat on a Hot Tin Roof), regia di Jack Hofsiss – film TV (1984)
- L'allegra banda di Nick (The Beachcombers) – serie TV, 1 episodio (1986)
- Avvocati a Los Angeles (L.A. Law) – serie TV, 1 episodio (1988)
- La signora in giallo (Murder, She Wrote) – serie TV, episodi 4x15-9x15 (1988-1993)
- Matlock – serie TV, 1 episodio (1989)
- Colombo (Columbo) – serie TV, episodio 9x03 (1990)
- China Beach – serie TV, 4 episodio (1989-1990)
- In viaggio nel tempo (Quantum Leap) – serie TV, 1 episodio (1992)
- Nightmare Cafe – serie TV, 1 episodio (1992)
- Room for Two – serie TV, 1 episodio (1992)
- Innamorati pazzi (Mad About You) – serie TV, 5 episodi (1993-1995)
- NYPD - New York Police Department (NYPD Blue) – serie TV, 1 episodio (1994)
- Melrose Place – serie TV, 1 episodio (1994-1995)
- E.R. - Medici in prima linea (ER) – serie TV, 1 episodio (1995)
- Grace Under Fire – serie TV, 1 episodio (1996)
- Law & Order - I due volti della giustizia (Law & Order) – serie TV, episodio 9x07 (1998)
- Giudice Amy (Judging Amy) – serie TV, 2 episodi (2002-2005)

## Teatro
- Oh, Kay!, East 74th Street Theatre (Off Broadway), 1960
- South Pacific, City Center (New York), 1961
- The Moon Besieged, Lyceum Theatre (Broadway), 1962
- A piedi nudi nel parco, Biltmore Theatre (Broadway), 1964
- Cabaret, (Broadway), 1967
- Applause, Palace Theatre (Broadway), 1970
- Applause, tour statunitense, 1971
- Rex, Lunt Fontanne Theatre (Broadway), 1976
- An American Daughter, Seattle Repertory Theatre (Seattle), 1996
- An American Daughter, Court Theatre (Broadway), 1997
- A New Brain, Lincoln Centre (New York), 1998
- Do I Hear a Waltz?, George Street Playhouse (New Brunswick), 1999
- The Dinner Party, Music Box Theatre (Broadway), 2000
- No Strings, City Center! Encores (New York), 2003
- Sail Away, Lilian Baylis Theatre (Londra), 2008
- Dividing the Estate, Booth Theatre (Broadway), 2008
- A Little Night Music, White Plains Performing Arts Center (White Plains), 2009
- A Christmas Memory, Lucie Stern Theatre (Palo Alto), 2010
- A Little Night Music, Berkshire Theatre Festival (Stockbridge), 2014
- Sunday in the Park with George, Hudson Theatre (Broadway), 2017
- Anastasia, Broadhurst Theatre (Broadway), 2019